# Kadiri
Kadiri è una suddivisione dell'India, classificata come municipality, di 76.261 abitanti, situata nel distretto di Anantapur, nello Stato federato dell'Andhra Pradesh. In base al numero di abitanti la città rientra nella classe II (da 50.000 a 99.999 persone).

## Geografia fisica
La città è situata a 14° 7' 0 N e 78° 10' 0 E e ha un'altitudine di 503 m s.l.m..

## Società

### Evoluzione demografica
Al censimento del 2001 la popolazione di Kadiri assommava a 76.261 persone, delle quali 38.465 maschi e 37.796 femmine. I bambini di età inferiore o uguale ai sei anni assommavano a 9.196, dei quali 4.605 maschi e 4.591 femmine. Infine, coloro che erano in grado di saper almeno leggere e scrivere erano 43.234, dei quali 25.742 maschi e 17.492 femmine.